# Agop J. Hacikyan
 (avril 2015).
Si vous disposez d'ouvrages ou d'articles de référence ou si vous connaissez des sites web de qualité traitant du thème abordé ici, merci de compléter l'article en donnant les références utiles à sa vérifiabilité et en les liant à la section « Notes et références ».
Agop J. Hacikyan, né le 25 novembre 1931 à Istanbul (Turquie) et mort le 3 juillet 2015 à Montréal, est un écrivain arménien et canadien, ayant habité à Montréal, Québec.
Il est professeur émérite d'études littéraires, historien et académicien. Il est auteur de plus de trente livres traitant de littérature et de linguistique. Il est aussi l'auteur de 7 romans de fiction, dont Un été sans Aube, livre à succès international, coécrit avec Jean-Yves Soucy. Il est coauteur de la première et plus complète anthologie de la littérature arménienne : The Heritage of Armenian Literature: From the Eighteenth Century to Modern Times (Wayne State University Press, 2005.

## Biographie
Né de parents arméniens, il quitte la Turquie après sa première année d'ingénierie, pour aller étudier la littérature outre-mer. Il reçoit son doctorat à Montréal, de l'Université de Montréal. Il habite à Montréal entre 1957 jusqu'à sa mort en 2015.

## Romans

### Anglais
- The young man in the gray suit (2013) (trad. de Les rives du destin)
- My ethnic quest (2012)
- The Lamppost diary (2009)
- A summer without dawn (2002)
- The battle of the prophets (1981)
- Thomas (1970)

### Français et autres
- Les rives du destin (2002)
- Avec Jean-Yves Soucy : Un été sans aube (1991) (trad.: A summer without dawn, 2002)[5]
  - (de) Jenseits der Morgenröte. trad. Karin Krieger. Heyne, Munich 1995
  - (tr) KADER AĞLARINI ÖRERKEN, trad. Anais M. Martin

## Honneurs
Il est récipiendaire de la médaille de l'ambassadeur d'Arménie au Canada, qui lui fut décernée en 2009 pour sa contribution exemplaire à la culture arménienne.